# ТЕЦ Екибастуз-1
ТЕЦ „Екибастуз-1“ е захранвана с въглища ТЕЦ в Екибастуз, Казахстан. Има два комина с височина 330 м. Централата е най-голямата електрическа централа в Казахстан, с капацитет 4000 MW. Тя покрива 13% от нуждите на държавата.

## Мощности
Всеки от осемте генератора е с мощност 500 MW.
Генератор 1 е пуснат в експлоатация през март 1980.
Генератор 2 е пуснат в експлоатация през октомври 1980.
Генератор 3 е пуснат в експлоатация през февруари 1981.
Генератор 4 е пуснат в експлоатация през ноември 1981.
Генератор 5 е пуснат в експлоатация през октомври 1982.
Генератор 6 е пуснат в експлоатация през май 1983.
Генератор 7 е пуснат в експлоатация през октомври 1983.
Генератор 8 е спрян до 2012 г.